# オルガンとオーケストラのための「響」
「オルガンとオーケストラのための『響』」は、1986年に芥川也寸志が作曲した、独奏オルガンと管弦楽のための協奏曲。
サントリーホール（東京・赤坂）の落成記念式典のために書かれ、ウォルフガング・サヴァリッシュ指揮、林佑子の独奏、NHK交響楽団によって初演された。

## 作曲の経緯
芥川は元々サントリーとは長い付き合いがあり、自身がパーソナリティーを務め、1968年からTBSラジオで放送されていた『百万人の音楽』はサントリーの一社提供であったし、自身が無給の指揮者として育成を続けていた新交響楽団で行った「日本の交響楽作品展」が「鳥居音楽賞」に選ばれたこともあった。
そんな中、東京・赤坂に新しい音楽ホール、しかもコンサート専用のホールを作ろう、という話が持ち上がる。元から都内にコンサート専用のホールを作るべき、と主張していた芥川は、この計画に賛同し、当時のサントリー社長・佐治敬三に直談判し、この計画の推進を図った。佐治とともに建設中のホールを見学したりするなど、芥川は献身的な活動を続けた。そしてついに1986年「サントリーホール」として開場することになり、このホールの落成式で行われる記念演奏曲を芥川へ委嘱することとなった。ホールのシンボルともいうべきパイプオルガンに魅入られた芥川は、このオルガンとオーケストラのための協奏曲を作曲する。
しかし、当時多忙に多忙を極めていた芥川にとって作曲は容易なことではなかった。そこで（当時の他の作品と同じく）過去作の流用、改作という形で作品は発表された。元となった作品は1967年の「オスティナータ・シンフォニカ」で、そのオーケストラパートに独奏オルガンを重ねる形での発表となった。

## 初演
- 1986年10月10日、サントリーホール
- 指揮：ウォルフガング・サヴァリッシュ
- オルガン：林佑子
- 管弦楽：NHK交響楽団